# Eszmei község

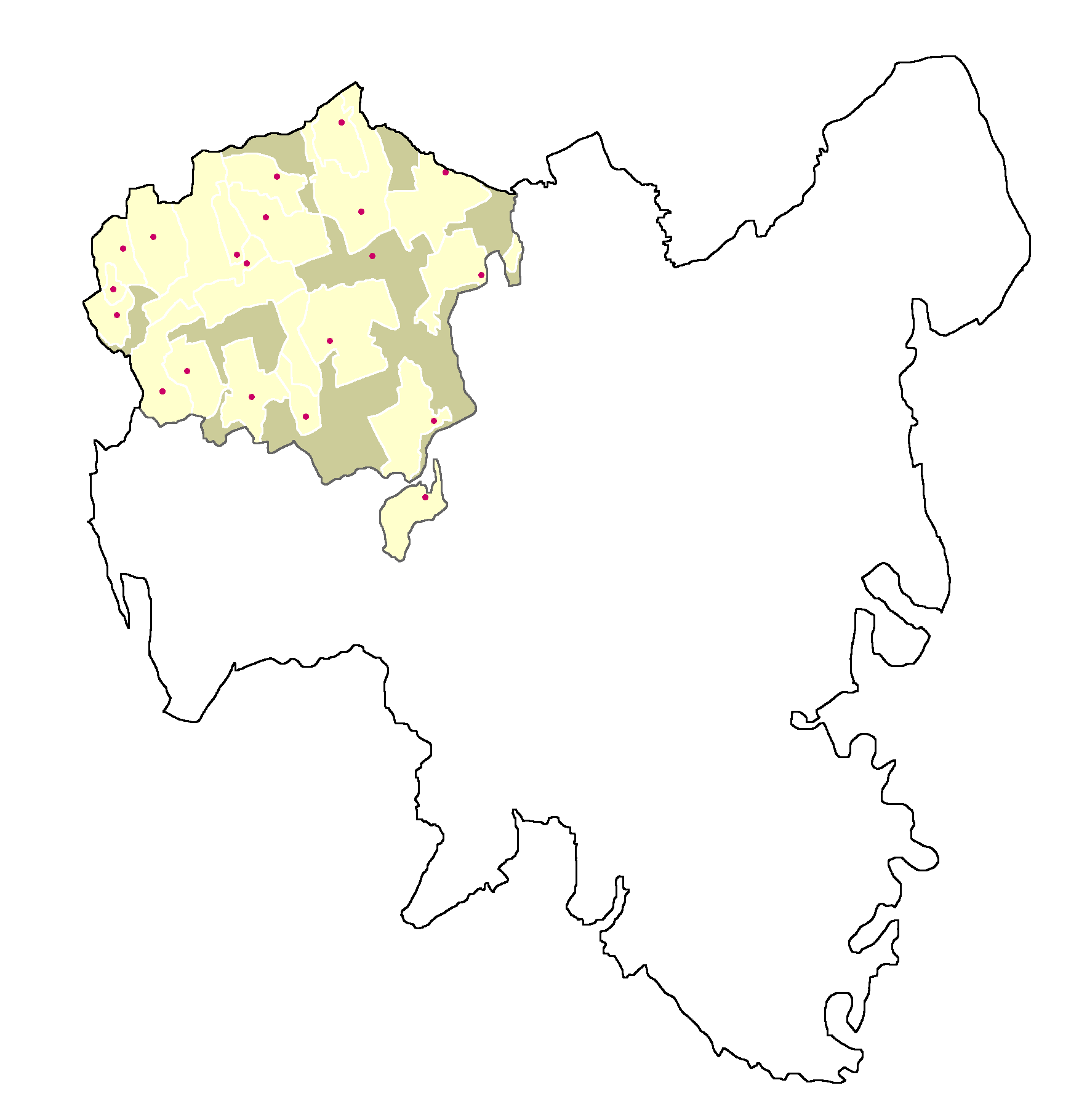
Jellegzetes eszmei község: a Tolna vármegye Tamási járásához tartozó és nyolc különálló darabból álló Majsamiklósvár 1912-ben (sötétebb színnel jelölve; a világosabb szín a járás többi községét jelöli)

Eszmei község vagy uradalmi község olyan község volt a 19. század közepe és a 20. század közepe között Magyarországon, amelynek nem, vagy csak nagyon csekély számban volt független egzisztenciával rendelkező, a lakóhelyéről el nem mozdítható lakossága, és ennek következtében községi önkormányzati szervezete nem volt a törvényekkel összhangban megalakítható és működtethető.
Eszmei község úgy jött létre, hogy egyetlen, esetleg néhány birtokos földjeit magába foglaló területet alakítottak községgé. Ennek folytán az ilyen községek határa gyakran kusza volt, területük akár több különálló darabból is állhatott. A népesség teljesen vagy legalábbis túlnyomó részben bérlőkből, cselédekből és uradalmi alkalmazottakból állt, akik a megélhetésük miatt függő helyzetben voltak a földbirtokostól. Ennek következtében a község szerveit (képviselő-testület, elöljáróság), a helyhatóság jogait a földbirtokos kisajátíthatta és saját érdekében működtethette.
Ez elsősorban a községi pótadó megállapításakor és a községi bevételek felhasználásakor vált fontossá, de nem volt ritka a községi tisztviselők büntetőhatalmának a földesúr érdekei szerinti alkalmazása sem. Végeredményben az uradalom és a község szervezete és tevékenysége elválaszthatatlanul összefonódott és egyként a földbirtokos kizárólagos érdekét szolgálta.
Az eszmei községek túlnyomó része mezőgazdasági vidékeken, nagybirtokokhoz kapcsolódva működött, előfordult azonban kivételesen valamely ipari telephez kapcsolódva is, főleg bányászathoz kötődően. Ilyen ipari jellegű eszmei község volt például 1902-es megalakulásakor Tatabánya.
Az eszmei községek létezése ellentétes volt a községekről szóló törvénynek mind a betűjével, mind a szellemével, de mivel komoly magánérdekek fűződtek létükhöz, és mivel az érintett nagybirtokosok komoly befolyással voltak az érintett vármegye közigazgatására, ezért a hatóságok sok évtizeden át szemet hunytak soknak a létezése fölött. Emiatt a hivatalos közigazgatás nem vett tudomást az eszmei községek létezéséről, megismerésük és leírásuk a 20. század első felének szociológiai és közigazgatás-tudományi kutatásainak köszönhető.

## Jellemzőik
Föld- és háztulajdonos törzslakosságuk nem volt, népességük az adott uradalom alkalmazottaiból, cselédeiből állt. Képviselő-testületeik, elöljáróságaik tagjai is az uradalmi alkalmazottak és tisztségviselők közül kerültek ki. Az eszmei községek tehát tulajdonképpen községi hatóságot gyakorló magánuradalmak voltak.

## Keletkezésük
Az eszmei községek ősei az úgynevezett önálló puszták voltak, amelyeknek létrehozására 1851 után nyílt lehetőség. A földbirtokosok kivehették pusztáikat a községi kötelékből, illetve megakadályozhatták, hogy azok valamelyik községhez kerüljenek. Az így önállósított pusztákat közvetlenül a járási hivatal alá rendelték. Adójukat egyenesen az állami adóhivatalba fizették. Birtokosaik ezáltal megmenekültek a magas községi pótadók fizetésétől.
Az 1850. utáni évtizedekben több száz önálló puszta alakult Magyarországon. Szaporodásuk nagy ellenállást váltott ki a községek részéről. 1871-ben és 1886-ban az állami törvényhozás kísérletet tett megszüntetésükre oly módon, hogy e törvények szerint minden földterületnek valamely községhez kellett tartoznia. A törekvésnek azonban kevés eredménye lett, mivel ebben az időben sok önálló puszta eszmei községgé alakult ahelyett, hogy a szomszédos községekhez csatolták volna.
Különösen sok eszmei község jött létre Tolna, Bács-Bodrog és Somogy vármegyében. Közülük több nem is képezett összefüggő területet, mint például a Tolna vármegyei Majsamiklósvár, mely 1912-ben nyolc darabból állt.
Magánbirtoklású ipartelep is átalakulhatott eszmei községgé. Ilyen ipartelepen létrejött eszmei község volt az 1902-ben Alsógalla határából önállóvá vált, alig 1 km² területű Tatabánya.

## Megszűnésük
A századforduló után az eszmei községek száma csökkenni kezdett. Megszűnésüknek kétféle módja volt: a szomszéd községhez, illetve községekhez való hozzácsatolás, vagy az eszmei jelleg megváltozása, azaz valódi községgé alakulás. Az utóbbi mód általában birtokeladással, parcellázásokkal, zárt faluközpont létrehozásával és a községi autonómia gyakorlására képes népesség odaköltöztetésével járt együtt.
1940-re már csak 6 eszmei község működött az országban: Kisszállás, Mezőhegyes, Pusztavacs, Kivadár, Somogytarnóca és Fürged.